# Барбарано Мосано
Барбара̀но Моса̀но (на италиански: Barbarano Mossano; на венециански: Barbaràn Mosàn, Барбаран Мосан) е община в Северна Италия, провинция Виченца, регион Венето. Административен център на общината е градче Барбарано Вичентино (Barbarano Vicentino), което е разположено на 151 m надморска височина. Населението на общината е 6405 души (към 2018 г.).
Общината е създадена в 1 януари 2018 г. Тя се състои от предшествуващите общини Барбарано Вичентино и Мосано.